# 全米バスケットボールライター協会
全米バスケットボールライター協会 (ぜんべいバスケットボールライターきょうかい、英語: United States Basketball Writers Association, 略称:USBWA)は、1956年に全米大学体育協会理事のウォルター・バイヤーズによって、カレッジバスケットボールを取材するジャーナリストの利益を図るために設立された。

## 奨学金制度
USBWAは毎年、スポーツジャーナリズムの分野で活躍する学生や、USBWA会員の子弟に大学奨学金を授与している。

## アワード
USBWAは毎年、カレッジバスケットボールの男子と女子の両方に年間最優秀選手賞とオールアメリカンチームを選出している。オスカー・ロバートソン賞と呼ばれるUSBWAの男子年間最優秀選手賞は、1959年に設立され、カレッジバスケットボールでは最古の賞と見なされている。
他にも、USBWAは男子および女子の新人賞であるUSBWAナショナル・フレッシュマン・オブ・ザ・イヤーなども設けている。